# Ilse Pausin
Ilse Pausin-Ulrich (7 febbraio 1919 – 6 agosto 1999) è stata una pattinatrice artistica su ghiaccio austriaca.

## Palmarès
(con Erich Pausin)
| Internazionali            | Internazionali | Internazionali | Internazionali | Internazionali | Internazionali | Internazionali | Internazionali |
| Evento                    | 1935           | 1936           | 1937           | 1938           | 1939           | 1940           | 1941           |
| ------------------------- | -------------- | -------------- | -------------- | -------------- | -------------- | -------------- | -------------- |
| Giochi olimpici invernali |                | 2°             |                |                |                |                |                |
| Campionati mondiali       | 2°             | 2°             | 2°             | 2°             | 2°             |                |                |
| Campionati europei        | 4°             |                | 2°             | 2°             | 2°             |                |                |
| Nazionali                 |                |                |                |                |                |                |                |
| Campionati tedeschi       |                |                |                |                | 2°             |                | 2°             |
| Campionati austriaci      | 2°             | 1°             | 1°             | 1°             | 1°             | 1°             | 1°             |